# Ocular

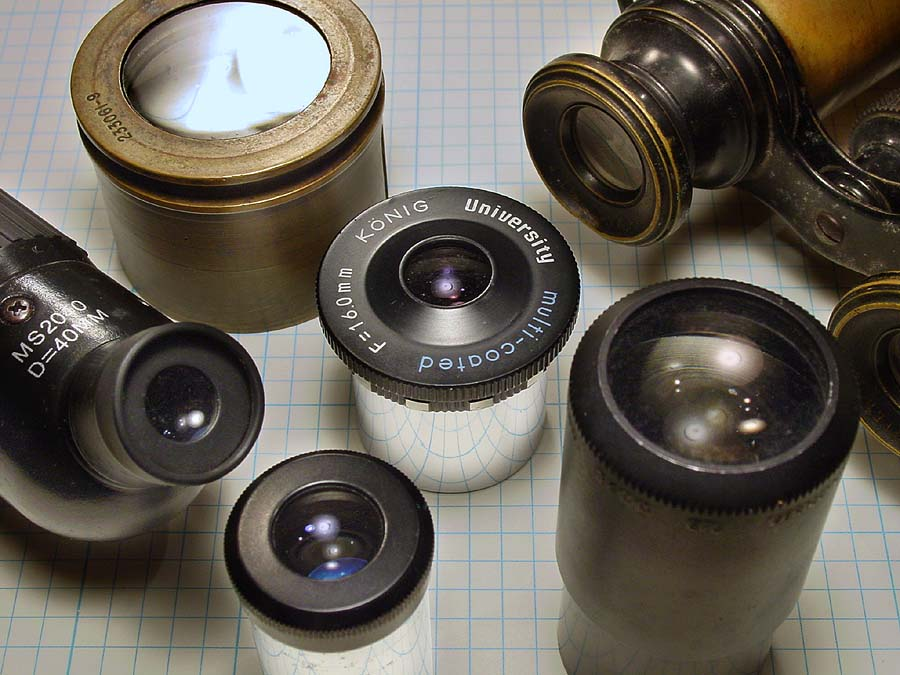
Uma coleção de diferentes tipos de oculares.

Uma ocular é um tipo de lente, ou conjunto de lentes, conectada a uma variedade de dispositivos ópticos, como telescópios e microscópios. O nome "ocular" vem da ideia de que, normalmente, ela é o parte do sistema ótico mais próxima dos olhos. A lente objetiva ou espelho coleta luz e a foca criando uma imagem. A ocular é colocada perto do ponto focal da objetiva para ampliar esta imagem. A ampliação depende da distância focal da ocular.
Uma ocular consiste em vários elementos, ou lentes, alojados em um cilindro, ou "barril". O barril da ocular é feito para se encaixar em uma abertura especial do instrumento ao qual está conectado. A imagem pode ser focada movendo a ocular para mais perto e mais longe da objetiva. A maioria dos instrumentos possui um mecanismo de foco para permitir o movimento do eixo no qual a ocular está montada, sem a necessidade de manipular a ocular diretamente. Em telescópios, por exemplo, esse instrumento é convenientemente chamado "focalizador".
Em binóculos, as oculares são geralmente, porém nem sempre, fixas, sendo assim a ampliação e campo de visão são predeterminados. Com telescópios e microscópios as oculares são, na maioria das vezes, intercambiáveis.
Ao trocar a ocular o usuário não só tem a liberdade de alterar a ampliação, campo de visão, alívio ocular, e outros aspectos do sistema ótico, dado que esses parâmetros mudam de acordo com os parâmetros da ocular, mas também tem a oportunidade buscar oculares de qualidade superior e com design que serve melhor a seus usos, dado que cada design tem seus pontos fortes e pontos fracos.

## Propriedades da ocular
Uma ocular tem diversas propriedades que devem ser levadas em consideração, tais propriedades vão alterar pesadamente o funcionamento do dispositivo ótico em uso.

### Distância focal
A distância focal de uma ocular, geralmente expressa em milímetros, é a distância do plano principal da ocular onde os raios paralelos de luz convergem para um único ponto. Quando em uso, a distância focal de uma ocular, combinada com a distância focal do telescópio (ou microscópio) à qual está acoplada, determina a ampliação. Sendo assim, utilizando oculares com distancias focais diferentes é possível obter diferentes níveis de ampliação num mesmo instrumento.

#### Telescópios

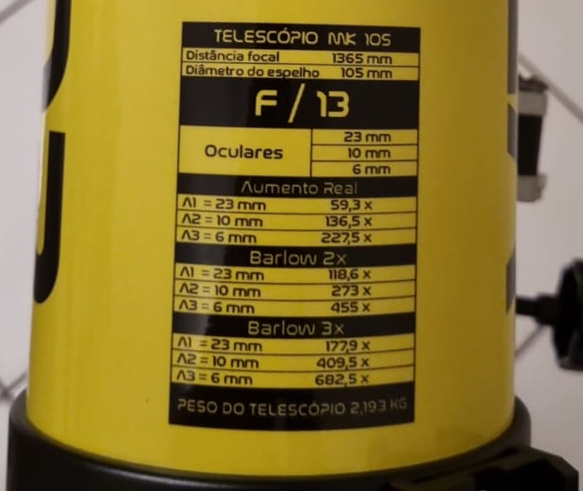
Nesse telescópio, o astrônomo fez uma tabela mostrando atributos e ampliação com cada ocular para facilitar o uso. Dado a distancia focal de 1365mm, a ampliação de cada ocular segue a formula descrita.

Para um telescópio, a magnificação, ou ampliação, produzida pela combinação de uma ocular e objetiva em particular pode ser calculada usando a seguinte formula: 
{\displaystyle \mathrm {Mag} ={\frac {f_{O}}{f_{E}}}} . Onde {\displaystyle f_{O}} é a distância focal da objetiva, e {\displaystyle f_{E}} é a distância focal da ocular.  
A ampliação, portanto, é inversamente proporcional a distancia focal da ocular.   
Por exemplo, uma ocular de 25mm em um telescópio com 1000mm de distância focal aumentaria o objeto observado em 40 vezes, pois, seguindo a formula: 1000/25 = 40. Já uma ocular de 4mm no mesmo telescópio, por sua vez, aumentaria o objeto observado em 250 vezes, dado que 1000/4 = 250. 
Astrônomos comumente se referem as oculares pela distancia focal das mesmas em milímetros. Alguns, entretanto, se referem a elas pela quantidade de aumento gerado, porém isso é mais comuns em oculares de microscópio.

#### Microscópios
Para um microscópio, a fórmula correspondente é:
{\displaystyle \mathrm {Mag} ={\frac {DD_{\mathrm {EO} }}{f_{O}f_{E}}}={\frac {D}{f_{E}}}\times {\frac {D_{\mathrm {EO} }}{f_{O}}}}
Onde {\displaystyle f_{A}} e {\displaystyle f_{B}} são as distâncias focais de cada elemento.
- {\displaystyle D} é a distância mínima de visão distinta (geralmente 250 milímetros)
- {\displaystyle D_{\mathrm {EO} }} é a distância entre o plano focal posterior da objetiva e o plano focal posterior da ocular (denominado comprimento do tubo), normalmente 160mm para um instrumento moderno.
- {\displaystyle f_{O}} é a distância focal objetiva e {\displaystyle f_{E}} é o comprimento focal da ocular.

Por convenção, as oculares do microscópio são geralmente especificadas pela "potencia", em vez do comprimento focal. Potência da ocular do microscópio {\displaystyle P_{\mathrm {E} }} e poder objetivo {\displaystyle P_{\mathrm {O} }} são definidos por:
{\displaystyle P_{\mathrm {E} }={\frac {D}{f_{E}}},\qquad P_{\mathrm {O} }={\frac {D_{\mathrm {EO} }}{f_{O}}}}
Logo, a partir da expressão dada anteriormente para calcular a magnificação de um microscópio, temos que:
{\displaystyle \mathrm {MA} =P_{\mathrm {E} }\times P_{\mathrm {O} }}
A magnificação total de uma imagem de microscópio é então calculada multiplicando a potência da ocular pela potência da objetiva. Por exemplo, uma ocular de 10× com uma objetiva de 40× aumentará a imagem 400 vezes.

### Campo de visão

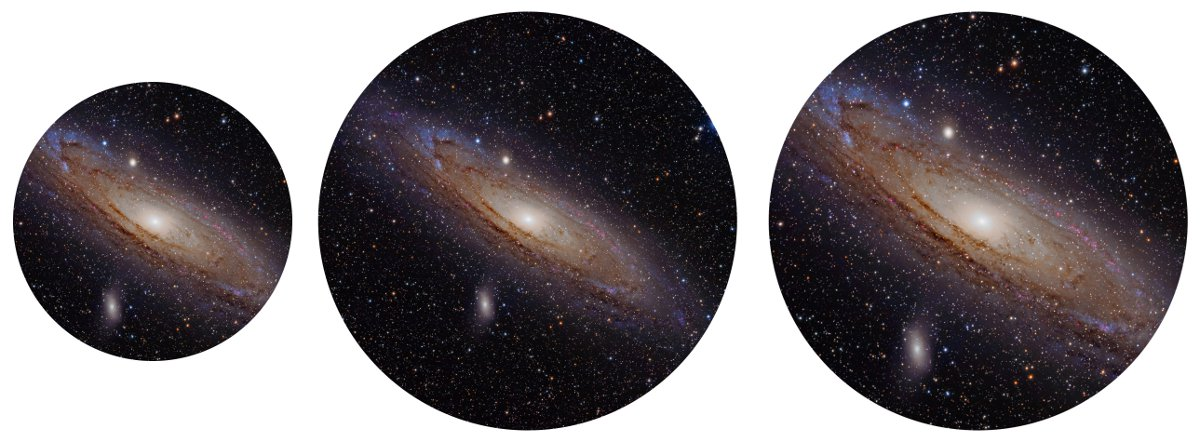
Simulação da visão obtida por um telescópio usando oculares diferentes.
As imagens do centro e da esquerda usam oculares com a mesma distancia focal, porém a do centro tem um campo de visão aparente maior, e mostra uma área maior.
Já a imagem da direta tem o mesmo campo de visão aparente que a do centro, porém com uma distancia focal menor, dando uma imagem com campo de visão real igual a da esquerda, porém com maior ampliação.

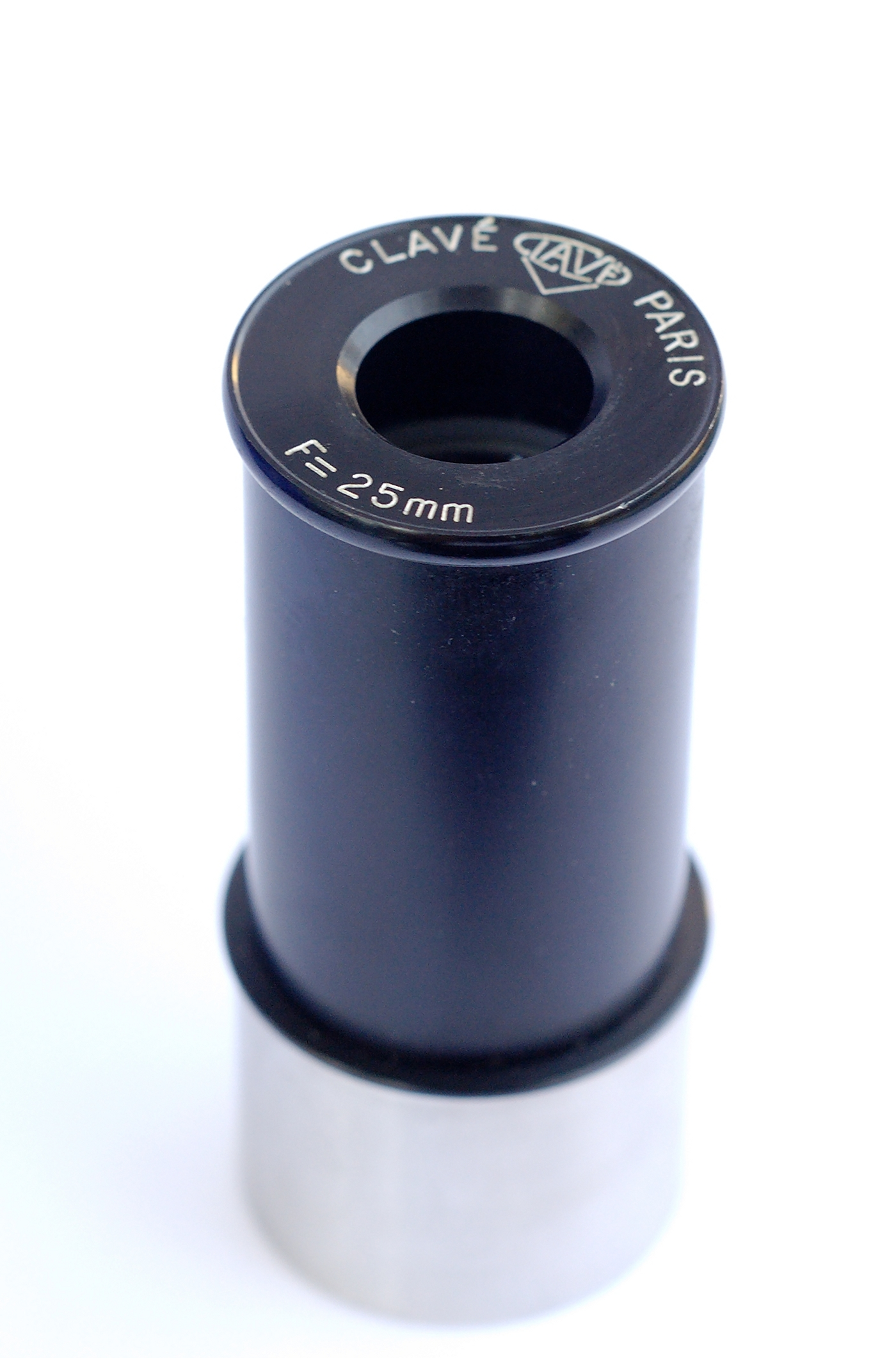
Plössl, um design de ocular capaz de conceber campos de visão aparente grandes.

A campo de visão, abreviado como "FOV" (Do inglês "Field of View"), se refere a área do alvo que pode ser vista quando se olha pela ocular. O campo de visão de uma ocular varia, dependendo não só da ampliação obtida quando conectada em determinado telescópio ou telescópio, mas também das propriedades da própria ocular.
Devido a essas variáveis, o termo "campo de visão" se refere quase sempre a um de dois significados:
Campo de visão real
O tamanho angular da porção de céu que pode ser vista com a ocular quando no telescópio, produzindo uma ampliação especifica. Varia entre 0.1 e 2 graus.
Campo de visão aparente
Esta é uma medida do tamanho angular da imagem vista através da ocular. Em outras palavras, é o quão grande a imagem aparece (diferente da ampliação). Isso é constante para qualquer ocular de comprimento focal fixo e pode ser usado para calcular qual será o campo de visão real quando a ocular for usada com um determinado telescópio. A medição varia de 30 a 110 graus .
É comum que os usuários calcularem o campo de visão real, pois ele indica melhor quanto do céu será visível de fato quando usando a ocular. O método mais comum de se calcular depende se já se sabe o campo de visão aparente ou não.
Se o campo de visão aparente já é conhecido, o campo de visão real é calculado com formula {\textstyle FOV_{C}={\frac {FOV_{P}}{mag}}}onde:
- {\displaystyle FOV_{C}} é o campo de visão real, calculado na unidade de medida angular em que {\displaystyle FOV_{P}} é fornecido.
- {\displaystyle FOV_{P}} é o campo de visão aparente.
- {\displaystyle mag} é a magnificação/ampliação.

Essa formula uma precisão de até 4% ou melhor quando o campo de visão aparente é de até 40°. E em até 10% para um campo de visão aparente de 60°.
Se o campo de visão aparente é desconhecido, o campo de visão real é calculado por {\textstyle FOV_{C}={\frac {57.3d}{f_{T}}}} onde:
- {\displaystyle FOV_{C}} é o campo de visão real, calculado em graus .
- {\displaystyle d} é o diâmetro do Field Stop da ocular em mm.
- {\displaystyle f_{T}} é a distância focal do telescópio, em mm.

A segunda formula é mais precisa, mas o valor do field stop normalmente não é informado pelo maioria dos fabricantes. A primeira formula não vai ser precisa se o campo de visão não for reto, ou é maior que 60°, o que não é incomum na maioria das oculares ultrawide.

### Alívio Ocular

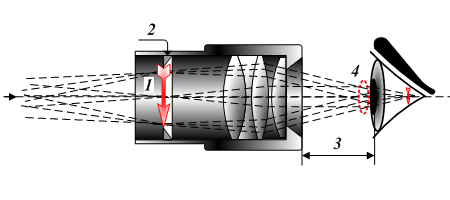
1 Plano Focal; 2 Diafragma/Field Stop; 3 Alivio Ocular; 4 Pupila de Saída.

O olho precisa estar a certa distancia da ocular para que veja as imagens da forma correta, essa distancia é chamada "Alívio Ocular". Quanto maior o alívio ocular for, maior a distancia entre o olho e a ocular, fazendo com que a visão seja, geralmente, mais confortável. Entretanto, quando o alívio ocular é muito grande, é possível que seja desconfortável ficar na posição correta para observação por períodos longos de tempo. O alívio ocular geralmente fica entre 2 e 20 mm, dependendo da construção da ocular. Oculares com distancia focal alta geralmente tem alívio ocular maior, mas oculares com distancia focal curta podem causar problemas nesse aspecto, tendo alívio ocular curto demais. O ideal é que o mínimo seja entre 5 e 6 mm, de forma a acomodar os cílios do observador sem desconforto. Designs modernos com vários elementos podem corrigir esse problema, onde é possível uma ocular com distancia focal baixa porém bom alívio ocular.

### Pupila de Saída

A Pupila de Saída no final de um sistema ótico.

A Pupila de Saída é o diâmetro da projeção final gerada pelo sistema ótico. Num telescópio, a pupila de saída é calculada pela formula {\textstyle PS={\frac {Dia}{mag}}}, onde {\displaystyle Dia} é o diâmetro da abertura do telescópio em milímetros e {\displaystyle mag} é a magnificação total.
Oculares com bons designs produzem Pupilas de Saída similares a Pupila de Entrada do observador, que varia de indivíduo para indivíduo e com idade da pessoa em questão ou com o tipo de câmera utilizada. Para observação visual, a Pupila de Entrada é literalmente o tamanho da Pupila dos olhos do observador, que varia de acordo com fatores como desde a idade do observador e adaptação ao escuro, até fatores como saúde ocular geral.
| Diâmetro médio da pupila humana e idade | Diâmetro médio da pupila humana e idade | Diâmetro médio da pupila humana e idade |
| Idade (anos)                            | Dia (mm)                                | Noite (mm)                              |
| --------------------------------------- | --------------------------------------- | --------------------------------------- |
| 20                                      | 4.7                                     | 8                                       |
| 30                                      | 4.3                                     | 7                                       |
| 40                                      | 3.9                                     | 6                                       |
| 50                                      | 3.5                                     | 5                                       |
| 60                                      | 3.1                                     | 4.1                                     |
| 70                                      | 2.7                                     | 3.2                                     |
| 80                                      | 2.3                                     | 2.5                                     |

A exemplo, um binóculo 7×50 produziria uma Pupila de Saída de 7.14mm, que corresponde a Pupila de Saída dos olhos de um indivíduo saudável na casa dos 30 anos de idade quando adaptados ao escuro, logo a observação seria boa e pouca luz seria perdida. 
Durante o dia os olhos do mesmo indivíduo, sem adaptação ao escuro teria uma Pupila de Entrada de 4.3 mm, nesse caso metade da luz seria barrada pela íris no mesmo binóculo 7×50, isso não seria um problema tão grande dada a abundancia de luz durante o dia mas mostra como as condições do ambiente podem alterar a qualidade da observação, dado que é possível que mesmo a noite os olhos não estejam adaptados ao escuro por razões secundárias.
Em contraste, um binoculo 8×30 produziria uma pupila de saída de apenas 3.75 mm, sendo assim, apesar de ótimo para observação diurna, não seria muito ideal para observação noturna assumindo um indivíduo saudável na casa dos 30 anos de idade.

### Diâmetro do Barril
Oculares para telescópios e microscópios geralmente podem ser trocadas, para permitir que o usuário escolha uma ocular que sirva melhor aos seus usos. Para que isso aconteça, oculares vem com um diâmetro de barril padronizado.

#### Oculares de telescópio

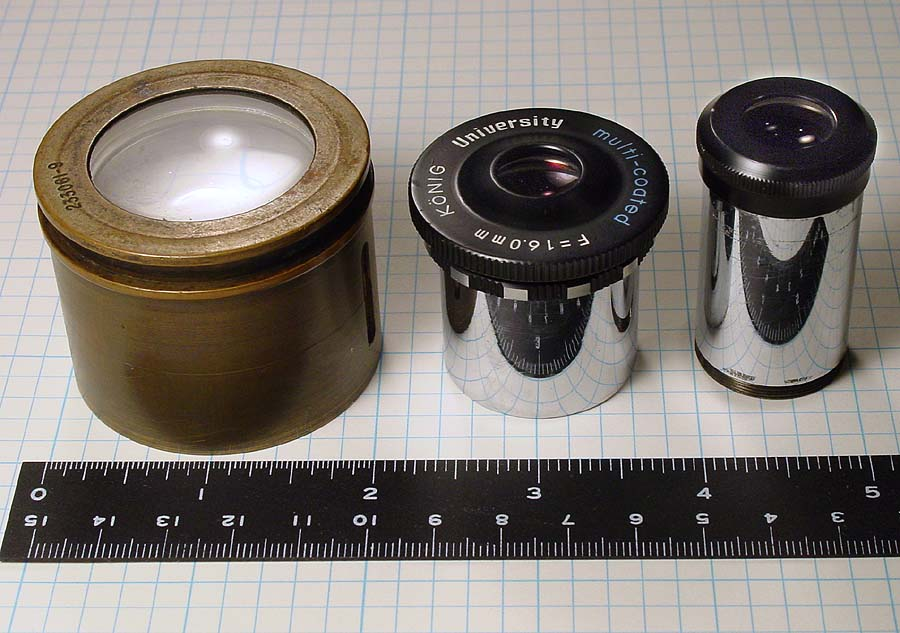
Exemplos (da esquerda para a direita) de oculares de 2"(51 mm), 1,25"(32 mm) e 0,965"(24,5 mm).

Existem seis tamanhos padrões para os barris quando se fala de telescópios, sendo eles:
- 0.965" (24.5mm) – Esse é o menor dos padrões, comumente encontrado em telescópios baratos ou de brinquedo. A maioria das oculares nesse padrão são de plástico, e alguns tem até os próprios elementos de plástico ao invés de vidro. Oculares de alta qualidade nesse padrão não são mais produzidas, mas é possível encontrar Kellners baratas feitas nele.
- 1.25" (31.75mm) – Esse é o padrão mais popular. Uma ocular de 1.25" pode ter uma distancia focal de até 32mm, distancias focais maiores não são incomuns porém isso vem as custas de campos de visão menores, normalmente inferiores a 50°, que muitos consideram o mínimo para uma observação agradável. Barris nesse padrão aceitam filtros de 30mm.
- 2" (50.8mm) – Também comuns no mercado, oculares de 2" aumentam o limite de distancia focal possível, sendo possível chegar em até 55mm com um bom campo de visão. Em contra partida, oculares de 2" são mais caras, nem todo telescópio aceita o tamanho, e podem ser pesadas o suficiente para desequilibrar telescópios menores. Oculares desse tamanho aceitam filtros de 48mm (ou 49mm, em casos raros).
- 2.7" (68.58mm) – Feitas por alguns fabricantes, assim como a anterior, são maiores, permitindo maiores distancias focais, porém mais pesadas e difíceis de achar.
- 3" (76.2mm) – Ainda maiores, oculares de 3" permitem distancias focais enormes e campos de visão maiores que 120°. Em contra partida são extremamente caras e pesadas, com algumas chegando em 2.5kgs, e a maioria dos focalizadores não são grandes suficientes para utiliza-las. Devido ao peso, podem facilmente causar causar problemas no balanço mesmo em telescópios maiores. E dado o Field Stop enorme, refletores e Schmidt-Cassegrains precisam de espelhos secundários grandes para evitar vinhetagem.
- 4" (102mm) – Oculares nesse padrão são raras e apenas usadas comumente em observatórios, são produzidas por poucos fabricantes e a demanda é baixa.

#### Oculares de Microscópio
Oculares para microscópios tem barris com diâmetro entre 23 e 30 mm.

### Elementos e grupos
Os elementos são as lentes individuais, que podem vir como lentes simples, dubletos e, raramente, tripletos. Quando esses elementos individuais são colocados juntos passam a ser chamados "grupos".
As primeiras oculares tinham apenas um único elemento, e geravam imagem altamente distorcidas. Oculares com dois ou três elementos únicos foram inventadas logo em seguida e rapidamente se tornaram padrão dado a melhora significativa nas imagens. Hoje, com software e materiais avançados, é possível desenvolver oculares com até sete ou oito elementos capazes de gerar imagens com campo de visão excepcionalmente largo e ótimo contraste.

## Aberrações

### Reflexão interna e dispersão
Reflexos internos, às vezes chamados de "dispersão", causam dispersões na luz que passa pela ocular e reduza o contraste da imagem. Quando o efeito é particularmente ruim "imagens fantasmas" são vistas, esse efeito é comumente chamado de "ghosting". Por muitos anos, a solução para esse problema era usar designs simples com o menor número possível de elementos em contato com ar.
Uma solução moderna é usar revestimentos sobre a superfície do elemento. Esses revestimentos têm apenas um ou dois comprimentos de onda de profundidade e trabalham para reduzir os reflexos e a dispersão, alterando a refração da luz que passa pelo elemento. Utilizar revestimentos dessa forma permite a criação de designs com mais elementos e grupos sem a preocupação com dispersão. Oculares mais complexas, esse advento permitiu não só que designs com múltiplos elementos mais simples como Plossls se popularizassem, mas também permitiu designs ultra complexos, como as Naglers.

### Aberração cromática
Aberração Cromática Lateral ou transversal é causada porque a refração nas superfícies do vidro difere para a luz de diferentes comprimentos de onda. A luz azul, vista através dos elementos da ocular, não focalizará no mesmo ponto, mas ao longo do mesmo eixo, que a luz vermelha. Esse fenômeno pode criar um contorno de cores falsas ao redor do objeto observado e resulta numa imagem borrada e fora de foco.
Uma solução é reduzir a aberração usando vários elementos de diferentes tipos de vidros, assim como numa objetiva acromática. Vidro de baixa dispersão também pode ser usado para reduzir a aberração cromática.

## Designs
Com a tecnologia de desenvolvendo com o passar do tempo, existem uma variedade enorme de designs diferentes para usos em telescópios, microscópios e etc. Algumas desses designs estão listados abaixo.

### Lente negativa ou "Galileana"

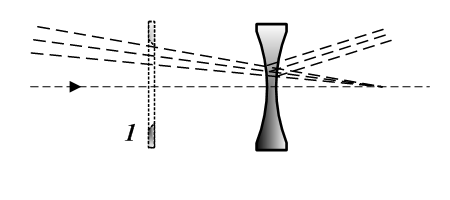
Lente negativa

Nesse design, uma lente negativa simples é colocada antes do foco da objetiva. Tem a vantagem de mostrar imagens na orientação correta, porém tem campo de visão limitado e funciona melhor para ampliações baixas. É provável que tenham sido utilizadas nos primeiros refratores na Holanda por volta de 1608. E foram utilizadas no telescópio de Galileu Galilei em 1609. Ainda é utilizada em telescópios baratos, binóculos e binóculos de opera.

### Lente convexa

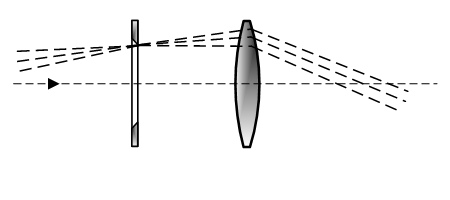
Lente convexa

Uma lente convexa simples que é colocada depois do foco da objetiva, e apresenta uma imagem ampliada e invertida. Esse design também foi usada nos primeiros telescópios holandeses e foi sugerida como uma forma de se obter um campo de visão grande no livro Dioptrice de Johannes Kepler, em 1611. Como a lente é colocada após o plano focal, é possível por um micrometro no plano para medir o tamanho angular e distancia entre os objetos observados.

### Huygens

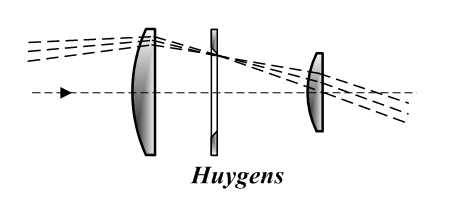
Diagrama da ocular Huygens

As oculares Huygens consistem em duas lentes plano-convexas com os lados planos voltados para o olho e separados por um espaço de ar. O plano focal fica entre as duas lentes.
Foi inventada por Christiaan Huygens por volta de 1660 e foi o primeira sistema de lente com múltiplos elementos. Huygens descobriu que com 2 elementos espaçados com ar, era possível criar uma ocular com zero aberração cromática transversal. Caso o vidro de ambas seja do mesmo Número de Abbe e com o telescópio focado num objetivo infinitamente distante, a separação dos dois elementos é dada por {\displaystyle d={\frac {1}{2}}(f_{A}+f_{B})}.
Essas oculares funcionam bem em telescópios com distancia focal longa. Oque era bem útil dado os telescópios da época, refratores simples com um único elemento, incluindo telescópios aéreos. Porém hoje em dia o design é obsoleto pois sofre com alívio ocular curto, distorções e campo de visão aparente extremamente curto. Mas como são relativamente baratas, ainda são encontradas em telescópios de baixa qualidade e em alguns microscópios.
Como esse design não usa lentes cimentadas, já que os elementos são separados por ar, são uma boa opção para projeção solar. Dado que lentes cimentadas podem ser vulneráveis ao calor.

### Ramsden

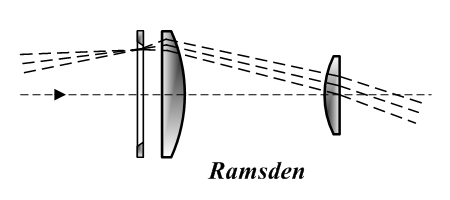
Diagrama da ocular de Ramsden

O design criado por Jesse Ramsden em 1782 tem dois elementos plano-convexos do mesmo tipo de vidro e distancias focais semelhantes. A distancia de separação varia, mas é geralmente algo entre 7/10 e 7/8 da distancia focal dos elementos. Sendo essa escolha uma troca entre aberração cromática transversal residual (quando valor é mais baixo) e o risco de um dos elementos tocar o plano focal (quando o valor é mais alto).

### Kellner ou "Acromática"

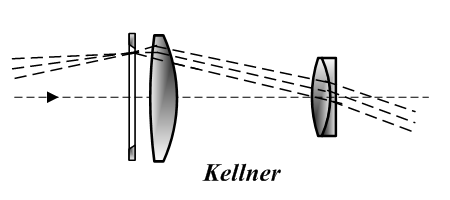
Diagrama de uma ocular Kellner.

Uma Ocular Kellner é relativamente similar uma Ramsden, porém um dubleto acromático é usado no lugar da lente plana-convexa simples, assim corrigindo a aberração cromática transversal residual.
Carl Kellner projetou a primeira ocular acromática moderna em 1849. As oculares Kellner têm um design de 3 lentes, são baratas, têm uma imagem razoavelmente boa em baixa e média potência e são muito superiores aos designs de Huygenian ou Ramsden. O campo de visão aparente típico é de 40–50°, e o alivio ocular é melhor do que o design de Huygenian, porém pior do que as oculares de Ramsden.
O maior problema das oculares de Kellner eram os reflexos internos. Mas revestimentos antirreflexo modernos as tornam uma opção barata e efetiva para telescópios de abertura pequena a média com razão focal de F6 ou mais.

### Plössl ou "Simétricas"

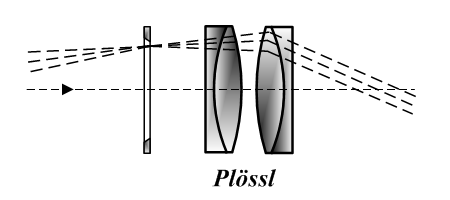
Diagrama de uma ocular Plössl.

A Plössl, projetada por Georg Simon Plössl em 1860, é uma ocular composta por dois conjuntos de dubletos. Dado que os dois pares podem ser idênticos, esse design às vezes chamado de simétrico.
Uma lente Plössl fornece um excelente campo de visão aparente de 50° ou mais. E, no geral, é um design bastante versátil, ideal para uma variedade de propósitos desde céu profundo até visualização planetária.
A principal desvantagem do design óptico de Plössl é o alivio ocular curto em comparação com uma Ortoscópica, uma vez que ele é restrito a cerca de 70–80% da distância focal da ocular. Isso não é um problema em oculares com distancia focal longa, mas fica pior em oculares abaixo de 10mm, a partir dai a visualização pode ser desconfortável, especialmente para pessoas que usam óculos. Outra desvantagem eram problemas com ghosting e aberrações similares, dado o numero de elementos, mas com o advento de revestimentos melhores e mais baratos esse fator não é uma mais uma preocupação para o design.
A ocular Plössl era um design obscuro até a década de 1980 quando fabricantes de equipamentos astronômicos começaram a vender versões melhoradas dela. Hoje é um design muito popular no mercado astronômico amador, onde o nome Plössl cobre uma gama de oculares com pelo menos quatro elementos ópticos.

### Ortoscópica

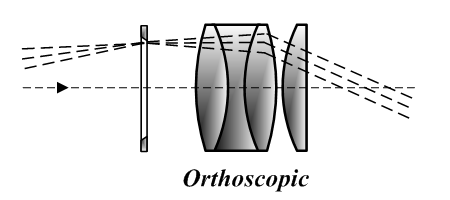
Diagrama de uma ocular ortoscópica.

A Ocular Ortoscópica de 4 elementos é constituída por uma lente plano-convexa e um tripleto cimentado. Isso dá à ocular uma qualidade de imagem quase perfeita e um bom alivio ocular, mas um campo de visão aparente estreito, cerca de 40–45°.
Foi inventada por Ernst Abbe em 1880. É denominado "ortoscópica" ou "ortográfica" devido ao seu baixo grau de distorção e às vezes também é chamada de "Orto" ou "Abbe".
Antes da invenção de revestimentos antirreflexo e a popularidade da Plössl, as ortoscópicas eram o design mais popular para oculares. Ainda hoje, essas oculares são consideradas ótimas para visualização planetária e lunar.

### Monocêntrica

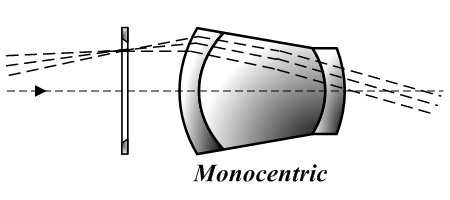
Diagrama de uma ocular monocêntrica.

A Ocular Monocêntrica consiste apenas em um tripleto acromático com duas peças de Vidro Crown cimentadas em ambos os lados de um elemento de Vidro de Sílex. Os elementos são grossos, curvos e suas superfícies possuem um centro comum que lhe dá o nome de "monocêntrica". Foi inventada por Hugo Adolf Steinheil por volta de 1883.
Este design, como os designs de oculares sólidas de Robert Tolles, Charles S. Hastings e E. Wilfred Taylor, é livre de reflexos internos ou ghosting, e dá uma imagem com alto contraste, uma característica desejável quando foi inventado (antes de revestimentos antirreflexo).
Apesar do campo de visão muito estreito com cerca de 25°, são ótimas para observação planetária.

### Erfle

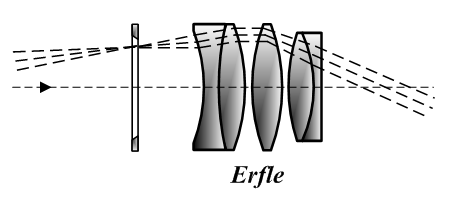
Diagrama de uma ocular Erfle.

Uma Erfle é uma ocular de 5 elementos que consiste em dois dubletos acromáticos com um elemento extra entre eles. Foram inventados durante a primeira guerra mundial para fins militares, descritos na patente dos EUA por Heinrich Erfle número 1.478.704 de agosto de 1921.
As oculares Erfle são projetadas para ter amplo campo de visão (cerca de 60 graus), mas são inutilizáveis em altas potências porque sofrem de astigmatismo e ghosting. No entanto, são aceitáveis com tratamentos antirreflexo modernos e em baixas potências (distâncias focais de 20 mm e acima), e em 40mm eles podem ser excelentes. Erfles são muito populares porque tem campo de visão amplo e ótimo alivio ocular.

### König

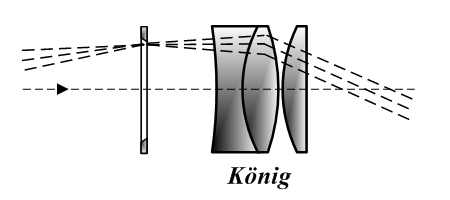
Diagrama de uma ocular König.

A ocular König tem um dubleto positivo côncavo-convexo e um elemento plano-convexo. As superfícies convexas da face do dubleto e do elemento plano-convexo quase se tocam. O dubleto tem sua superfície côncava voltada para a fonte de luz, e o elemento plano-convexo tem sua superfície quase plana, porem ligeiramente convexa voltada para o olho.
Foi projetada em 1915 pelo oculista alemão Albert König como uma ortoscópica simplificada. O design permite grande ampliação com alivio ocular incrivelmente alto - o maior alivio ocular proporcional à distância focal de qualquer projeto antes do design Nagler, em 1979.
O campo de visão de uma König é de cerca de 55°, torna seu desempenho semelhante a de uma Plössl, com a vantagem de exigir uma lente a menos.
As versões modernas das Königs podem usar vidro aprimorado ou adicionar mais elementos agrupados em várias combinações de dubletos e elementos únicos. A adaptação mais típica é adicionar uma lente simples côncavo-convexa positiva antes do dubleto, com a face côncava voltada para a fonte de luz e a superfície convexa voltada para o dubleto. Esses designs modernos geralmente têm campos de visão de entre 60 e 70°.

### RKE

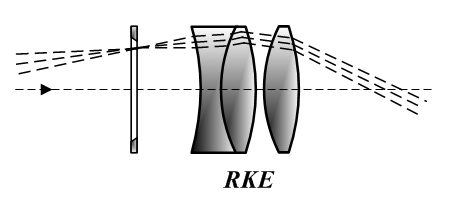
Diagrama de uma ocular RKE.

Uma ocular RKE possui uma dubleto acromático e uma elemento convexo duplo. Uma adaptação da ocular Kellner, foi desenhada por David Rank para a Edmund Scientific Corporation, que a comercializou no final dos anos 1960 e no início dos anos 1970. Este design oferece um campo de visão um pouco mais amplo do que o design Kellner clássico e torna seu design semelhante a uma versão mais espaçada de uma König .
De acordo com a Edmund Scientific Corporation, "RKE" significa "Rank Kellner Eyepiece". Em uma emenda ao pedido de registro de marca, em 16 de janeiro de 1979, foi dado como "Rank-Kaspereit-Erfle", os três designs dos quais a ocular foi derivada.

### Nagler

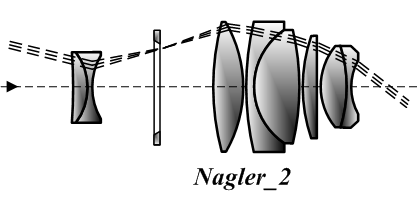
Diagrama de uma ocular Nagler tipo 2.

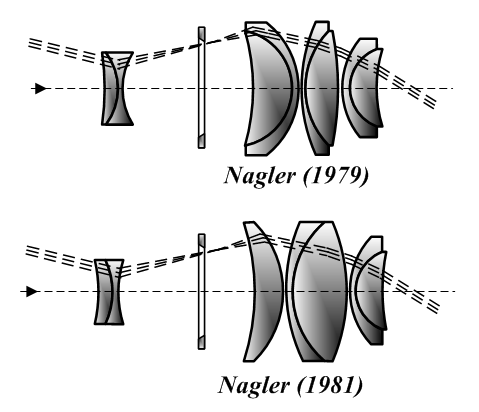
Variações do tipo Nagler.

Inventada por Albert Nagler e patenteada em 1979, a ocular Nagler é um design otimizado para fornecer um campo de visão ultra amplo (82°) com boa correção para astigmatismo e outras aberrações.
O número de elementos em uma Nagler as faz parecer complexas, mas a ideia é simples: toda Nagler tem um dubleto negativo, que aumenta a ampliação, seguido por vários grupos positivos. Os grupos positivos, considerados separados do primeiro grupo negativo, combinam-se para ter uma distância focal longa e formam uma lente positiva. Isso permite que o design aproveite as muitas boas qualidades das lentes de baixa potência. Uma analogia interessante é dizer que uma Nagler é uma ocular de baixa magnificação com uma barlow melhorada de alta qualidade já embutida.
A principal desvantagem das Naglers está em seu peso. Versões de comprimento focal longo excedem meio quilo, o que é suficiente para desequilibrar telescópios de pequeno a médio porte. Outra desvantagem é o alto custo, sendo o preço de uma Nagler comparável ao custo de um telescópio pequeno. Consequentemente, essas oculares são consideradas por muitos astrônomos amadores como um luxo.